# Bernard de Wilde

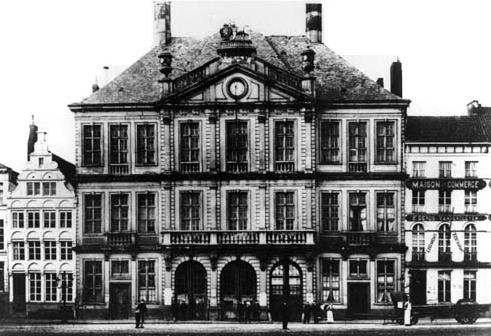
Voormalig pakhuis in Gent, ontworpen door Bernard de Wilde.

Bernard de Wilde (1691 - 1772) was een Zuid-Nederlands architect.
Samen met David 't Kindt is hij de belangrijkste vertegenwoordiger van de Gentse rococo. Hij onderging in sterke mate de Franse invloed.
- Pakhuis op de Korenmarkt (Lodewijk XIV-stijl)
- Lakenmetershuis op de Vrijdagmarkt
- Collegebouwen van de Augustijnen, thans Academie voor Schone Kunsten
- Hotel Schamp (1721) (vermoedelijk naar zijn ontwerp)
- Hotel Falligan (1755) (Kouter)
- Sint-Sebastiaansschouwburg (1737) (Kouter)

- Union List of Artist Names: 500328122
- Virtual International Authority File: 309813278